# Ludi Pjero
Ludi Pjero (fr. Pierrot le Fou) je francuski egzistencijalno-dramski film u režiji Žan-Lik Godara iz 1965. godine sa Žan-Pol Belmondom i Anom Karinom u glavnim ulogama. Film je baziran na noveli "Opsesija" iz 1962. od Lionela Vajta. Ovo je deseti film Žan-Lik Godara, i bio je francuski kandidat za Oskara, ali nije ušao u uži izbor.

## Radnja
Ferdinand Grifon je nesrećno oženjen muškarac i nedavno je otpušten sa njegovog posla TV emitera.
Nakon što prisustvuje zabavi punoj besmislenih razgovora on oseća potrebu da pobegne; i upravo to i čini, beži sa svojom bivšom devojkom, inače bebisiterkom, Marijen Renoar, ostavljajući svoju ženu i decu i buržoazijski stil života. Nakon dolaska u Marijenin stan gde pronalazi leš, Ferdinand ubrzo otkriva da Marijen prate gangsteri.
Marijen i "Pjero" - nepoželjan nadimak koji Marijen daje Ferdinandu (što znači tužni klovn) kreću u pustolovinu od Pariza do obala Sredozemnog mora u automobilu mrtvog čoveka iz Marijeninog stana. Od tada vode neuobičajen život, uvek u bekstvu. Naseljavaju se u Francuskoj rivijeri nakon što spale automobil (pun novca), a takođe potope u more još jedan koji su u međuvremenu ukrali. Njihov odnos tada postaje napet, Pjero počinje da čita knjige, da piše dnevnik, dok Marijen postaje dosadno i insistira da se vrate u grad. U gradu, u noćnom klubu sreću jednog od pratilaca. U konfuziji Pjero i Marijen bivaju razdvojeni, gangsteri muče Pjeroa da bi im rekao gde je Marijen. On ih slaže da je Marijen u plesnoj dvorani "Markiz" i oni odlaze, sumnjajući u to, ali ostavljaju Pjeroa u životu.
Pjero i Marijen se ponovo sastaju, ali sada Marijen koristi Pjeroa kako bi se domogla torbe pune novca, da bi potom pobegla na ostrvo sa njenim pravim dečkom po imenu Fred, za koga je prethodno rekla da joj je brat. Pjero, sada izneveren, u besu pronalazi Marijen i Freda i oboje ih ubija. Uzima plavu farbu i maže je po celom licu, a zatim odluči da sebe digne u vazduh vezujući štapove crvenog i žutog dinamita oko svoje glave. Pošto je zapalio fitilj, u jednom trenutku se predomisli, pokuša da ga ugasi, ali pošto mu je pogled zaklonjen od dinamita na glavi, ne uspeva i raznosi sebe u eksploziji.

## Uloge
| Žan-Pol Belmondo  | Ferdinand "Pjero" Grifon         |
| Ana Karina        | Marijen Renoar                   |
| Gracijela Galvani | Marija Grifon                    |
| Dirk Sanders      | Fred                             |
| Džimi Karubi      | Dvarf                            |
| Rožer Duto        | Gangster #1                      |
| Hans Mejer        | Gangster #2                      |
| Semjuel Fuler     | lično                            |
| Aleksis Poliakof  | mornar                           |
| Rejmond Devos     | čovek u luci                     |
| Laslo Zabo        | Laslo Kovač, politički izbeglica |
| Žan-Pjer Leо      | mladić u bioskopu                |
| Žoržis Stako      | Stako                            |
| Anri Atal         | čovek na benzinskoj pumpi #1     |
| Dominik Zardi     | čovek na benzinskoj pumpi #2     |

## Teme i stil
Iako je nastao kao niskobudžetni omaž američkom gangsterskom filmu, „Ludi Pjero“ je veoma brzo stekao reputaciju jednog od najvažnijih filmova u franscuskoj kinematografiji, a danas se smatra i jednim od najrevolucionarnijih ostvarenja ikada snimljenih.
U vreme kada je prvi put pušten, nikada se do tada nije pojavio film kao Ludi Pjero - sigurno ne u Francuskoj. Francuski novi talas je mešao žanrove i stvarao nove poglede na film, ali Ludi Pjero je prava kulminacija kada se pojavio u javnosti 1965. godine, kada se već pričalo o istinskim filmskim revolucijama. Godar je avanturistički i najradikalniji režiser francuskog novog talasa i sa ovim filmom će početi proces redefinisanja umetnosti i filozofije filma na način koji je suštinski izazov utvrđenim filmskim konvencijama i daće novi kreativni podsticaj snimanju filmova u dvadesetom veku.
Ludi Pjero se može nazvati prelaznim filmom jer sadrži elemente obeju Godarovih faza; prve, još tradicionalne i njegove kasnije, eksperimentalne faze. Zaplet, koji nije lako pratiti je uočljivo parodija američkog gangsterskog filma, u sličnom tonu kao i Alfavil, film koji prethodi ovom. Sa svojom bujnom fotografijom Raula Kutara i raskošnim lokacijama film ima karakter raskošne holivudske proizvodnje, naročito uz očaravajuću muziku Antoana Duhamela uz dodir Hičkokovske opasnosti. Tu su i dva velika imena francuskog glumišta: Žan-Pol Belmondo i Ana Karina koji su garantovano privukli veliku pažnju publike.
Filmom dominiraju dve teme: prva je vezana za odnose tj. stalne sukobe između polova, a druga tema, kojom se Godar bavi u svim svojim delima, tiče se egzistencijalizma.

## Nagrade
- Nagrada Sutherland Trophy Britanskog filmskog instituta 1965.
- Nominacija za Zlatnog lava u Veneciji 1965.[1]
- Nominacija BAFTA za najboljeg stranog glumca 1966. (Žan-Pol Belmondo)[3]

## Zanimljivosti
- Silvi Vartan je bila prvi Godarov izbor za ulogu Marijen, ali je njen agent odbio. Godar je takodje razmatrao da Ričard Barton igra Ferdinanda ali je odustao od te ideje.
- Žan-Pjer Leud je bio pomoćnik režisera na filmu (takodje se kratko pojavljuje u jednoj sceni)
- Jedan od gostiju na zabavi u početku filma je američki režiser Semjuel Fuler.
- Kao i mnogi Godarovi filmovi i u ovom scenario nije bio napisan, mnoge scene su improvizovane od strane glumaca, posebno u završnici filma.
- Snimanje je trajalo oko dva meseca, počevši u Francuskoj rivijeri, za završetkom u Parizu (nezavisno od scena u filmu).
- Jedan od svedoka koji primećuje Ferdinanda i Marijen u Nici se zove Laslo Kovač. Ovo je pseudonim Mišela Poikara kojeg igra Belmondo u prvom Godarovom filmu Do poslednjeg daha, a takodje ovo je ime lika kojeg Belmondo igra u Ledi (1959).
- Upkos stalnim tvrdnjama da Godar snima filmove bez scenarija, Ana Karina je kasnije tvrdila da su ustvari na snimanju bili vrlo pažljivi i isplanirali sve do najsitnijih detalja, sa gotovo opsesivnim nivoom perfekcionizma.

## Spoljašnje veze
- Ludi Pjero на веб-сајту  (језик: енглески)